# Zoo Chișinău
Koordinaten: 46° 58′ 25,5″ N, 28° 52′ 36″ O
Der Zoologische Garten Chișinău (rumänisch Grădina Zoologică din Chișinău) ist der Zoologische Garten in der moldauischen Hauptstadt Chișinău. Er arbeitet eng mit der Moldauischen Akademie der Wissenschaften und dem Umweltministerium zusammen.

## Geschichte
Mitte des 20. Jahrhunderts expandierte die Stadt Chișinău und neue Wohngebiete entstanden. Damit wuchs auch der Bedarf an Freizeitmöglichkeiten. Am 9. Mai 1978 wurde der Zoo Chișinău als neue Kultur- und Freizeitinstitution in der Hauptstadt offiziell eingeweiht. Der Zoo wurde gegenüber dem Botanischen Garten angelegt, der fünf Jahre zuvor eröffnet wurde. Vor der Eröffnung des Zoos konnten die Bürger nur Tiere, die mit Wanderzoos ankamen, kurzzeitig betrachten. Das Gelände des neuen Zoos betrug ungefähr acht Hektar und beherbergte zunächst etwa 60 Tierarten, darunter einige Raubtier-, Affen- und Huftierarten sowie Vögel. In den 1980er Jahren wurde das Gelände auf 25 Hektar erweitert und es wurden auch Elefanten und Giraffen gezeigt. Ende der neunziger Jahre nahm die Sammlung exotischer Tiere leicht ab. Elefanten und Giraffen wurden nicht mehr gehalten, hingegen wurden weitere Huftierarten angeschafft. In den 2000er Jahren wurden die Anlagen der Großkatzen erweitert.

## Tierbestand und Anlagenkonzept
Im Zoo Chișinău wurden Mitte Juni 2023 insgesamt 1034 Tiere gezählt, die 138 Arten angehören, darunter Säugetiere, Reptilien und Vögel. Zehn Arten wurden als „gefährdet“ eingestuft. Die Anlagen für die Tiere sind in eine parkartige Landschaft integriert. An einem großen Teich wird eine Vielzahl von Wasservögeln gehalten, namentlich Gänse, Enten, Schwäne und Reiher. In der Mitte des Zoos befindet sich ein ausgedehnter Bereich, der viele Volieren für weitere Vogelarten enthält. Gezeigt werden im Besonderen Greifvögel (Accipitriformes).

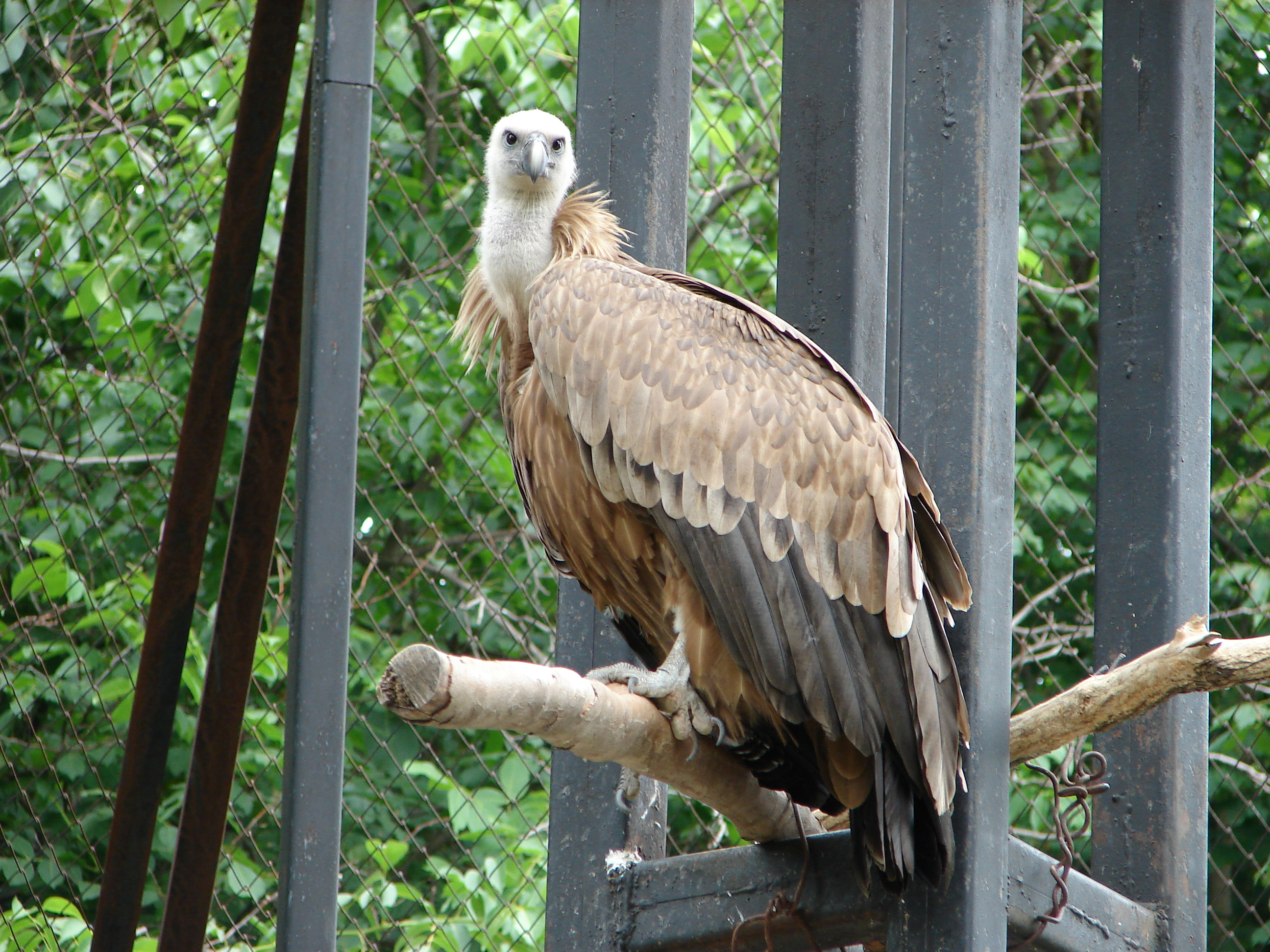
Gänsegeier (Gyps fulvus)
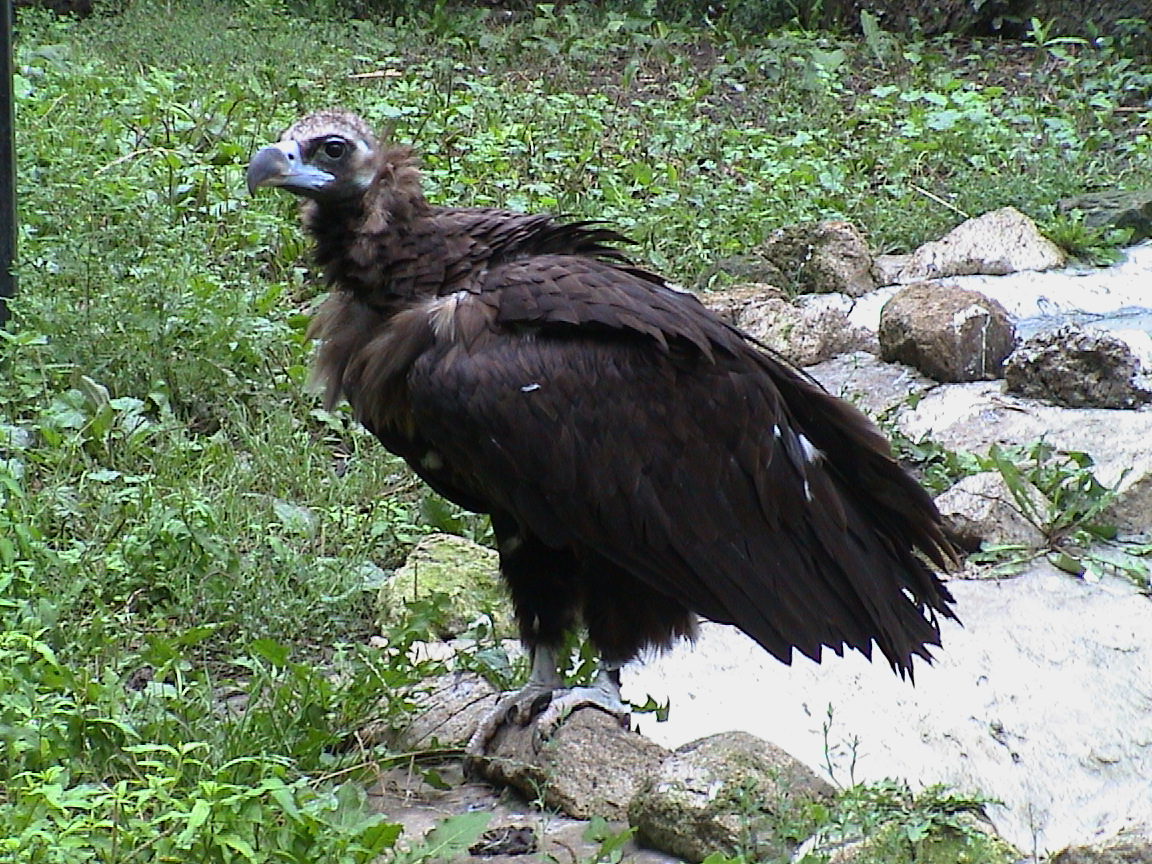
Mönchsgeier (Aegypius monachus)
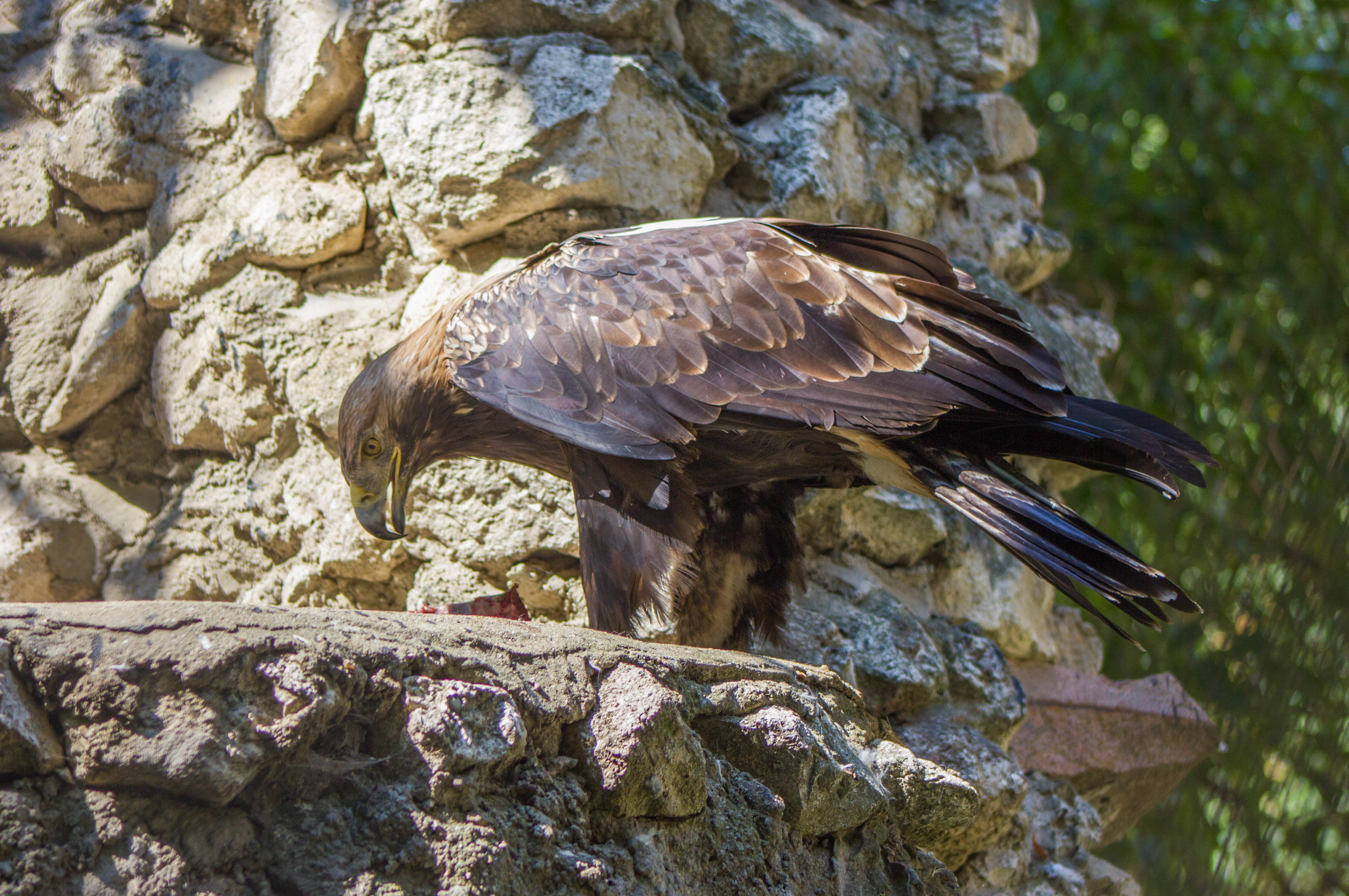
Kaiseradler (Aquila heliaca)

Die Anlagen für Kleinkatzen wurden 2022 grundlegend überholt, erweitert und den aktuellen Standards der Zootierhaltung angepasst. Es wurde eine Reihe von Einrichtungen geschaffen, die es ermöglicht, die Tiere auch während der Wintermonate zu zeigen. Mit Heizungen und dem Einbau von Glasscheiben lassen sich die Tiere dadurch auch in der kalten Jahreszeit beobachten.